# TT304
La tombe thébaine TT 304 est située à Dra Abou el-Naga, dans la nécropole thébaine, sur la rive ouest du Nil, face à Louxor en Égypte.
C'est la tombe de Piay, scribe du seigneur des Deux Terres.